# 田庄台镇
田庄台镇，是中华人民共和国辽宁省盘锦市大洼区下辖的一个乡镇级行政单位。

## 行政区划
田庄台镇下辖以下地区：
码头社区、胜利社区、久远社区、北大社区、南大社区、庞家社区、吉家社区、高家社区、李阳社区、白家社区、马莲社区、碾房社区和中央堡社区。